# So Many Tears
«So Many Tears» es el segundo sencillo del tercer álbum de 2Pac Me Against the World. Es conocida como una de sus canciones más tristes y conmovedoras, ya que habla sobre el dolor y el sufrimiento. Un video musical fue lanzado junto con el sencillo, aunque Tupac no apareció en él debido a que estaba cumpliendo condena en prisión por abuso sexual. La armonía de la canción es un sample del tema "That Girl" de Stevie Wonder. La canción alcanzó el puesto #6 en la lista U.S. Rap, el #21 en la U.S. Hip Hop/R&B y el #44 en la Billboard Hot 100.
"So Many Tears" fue incluida en el álbum Greatest Hits en 1998, y utilizada en el documental Bastards of the Party, sobre el origen y la rivalidad entre los Bloods y los Crips.

## Lista de canciones
Sencillo en CD
1. «So Many Tears»
2. «So Many Tears» (Key of Z Remix)
3. «So Many Tears» (Reminizim' Remix)
4. «Hard to Imagine» de Dramacydal
5. «If I Die 2Nite»

Promo sencillo
1. «So Many Tears»
2. «So Many Tears» (Key of Z Remix)
3. «So Many Tears» (Reminizm Remix)
4. «If I Die 2Nite»

- Datos: Q2384505